# Sarbanes-Oxley Act

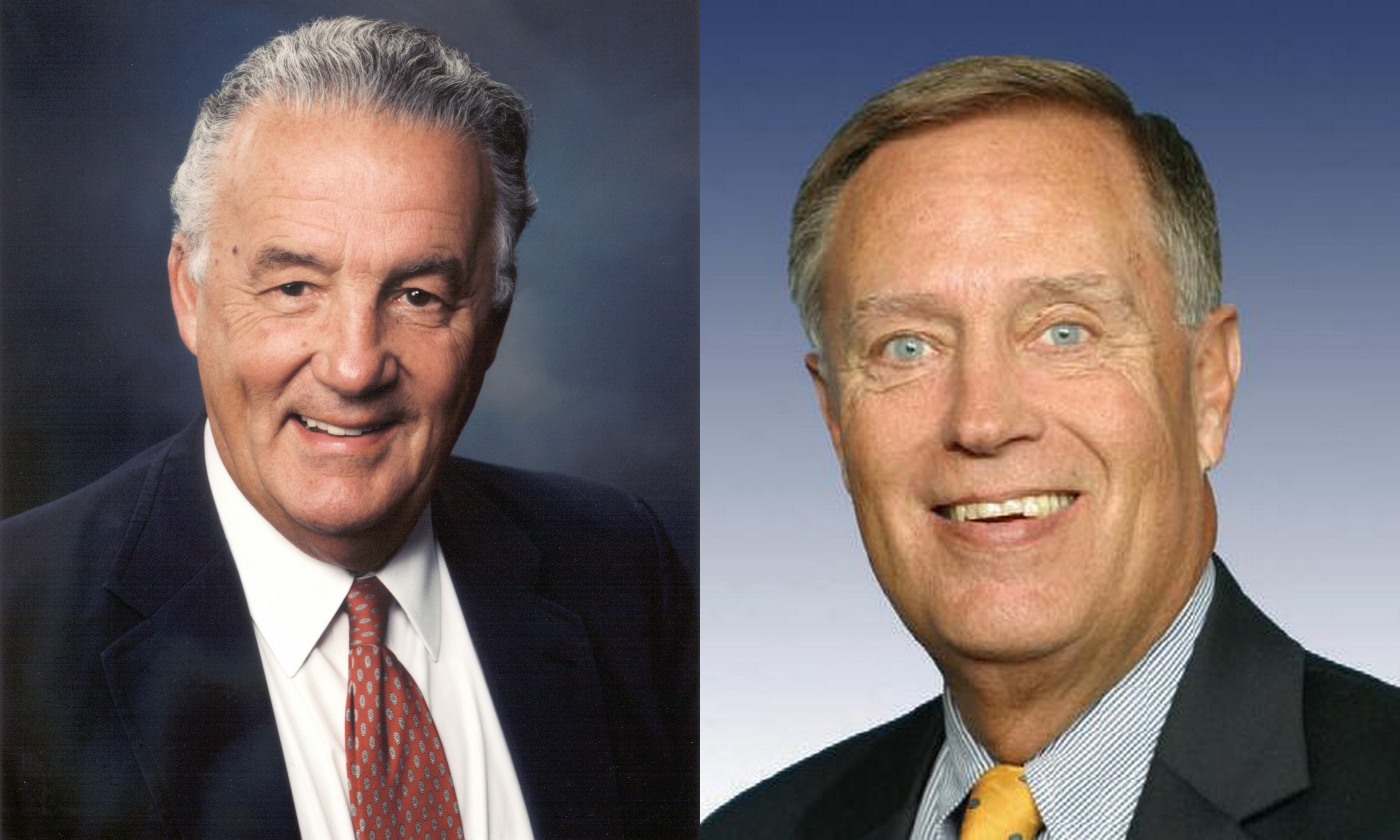
Paul Sarbanes (links) und Michael Oxley

Der Sarbanes-Oxley Act of 2002 (auch SOX, SarbOx oder SOA) ist ein US-Bundesgesetz, das als Reaktion auf Bilanzskandale von Unternehmen wie Enron oder Worldcom die Verlässlichkeit der Berichterstattung von Unternehmen, die den öffentlichen Kapitalmarkt der USA in Anspruch nehmen, verbessern soll. Benannt wurde es nach seinen Verfassern, dem Vorsitzenden des Ausschusses für Bankwesen, Wohnungs- und Städtebau des Senats der Vereinigten Staaten, Paul Sarbanes (Demokrat), und dem Vorsitzenden des Ausschusses für Finanzdienstleistungen des Repräsentantenhauses der Vereinigten Staaten, Michael Oxley (Republikaner).

## Überblick
Ziel des Gesetzes ist es, das Vertrauen der Anleger in die Richtigkeit und Verlässlichkeit der veröffentlichten Finanzdaten von Unternehmen wiederherzustellen. Das Gesetz gilt für US-amerikanische und ausländische Unternehmen, deren Wertpapiere an US-Börsen (National Securities Exchanges) gehandelt werden, deren Wertpapiere mit Eigenkapitalcharakter (Equity Securities) in den USA außerbörslich gehandelt werden, oder deren Wertpapiere in den USA öffentlich angeboten werden (Public Offering) sowie für deren Tochterunternehmen.
Das Gesetz gliedert sich in Sections (deutsch: Paragraphen bzw. Artikel). Nach Section 404, der bekanntesten und kostenintensivsten Regelung, muss jeder Jahresbericht eine Beurteilung der Wirksamkeit des internen Kontrollsystems für die Rechnungslegung durch die Geschäftsleitung des Unternehmens und ein Urteil des Wirtschaftsprüfers über die Wirksamkeit des internen Kontrollsystems für die Rechnungslegung enthalten. Ein internes Kontrollsystem umfasst alle Maßnahmen, welche die Qualität der mit der Rechnungslegung erstellten Quartals- und Jahresabschlüsse sicherstellen sollen. Insgesamt führt das Gesetz zu weitreichenden Veränderungen der Corporate Governance.
Der Sarbanes-Oxley Act wurde am 25. Juli 2002 vom Kongress verabschiedet und mit der Unterzeichnung durch Präsident George W. Bush am 30. Juli 2002 in Kraft gesetzt.
Das 66 Seiten lange Gesetz betrifft verschiedene Aspekte der Corporate Governance, Compliance und der Berichterstattungspflichten von Publikumsgesellschaften sowie der damit zusammenhängenden Durchsetzung. Insbesondere schuf das Gesetz mit dem Public Company Accounting Oversight Board (PCAOB) eine unabhängige Aufsichtsbehörde für Wirtschaftsprüfungsgesellschaften, die Abschlüsse von Unternehmen prüfen, die bei der Securities and Exchange Commission (SEC) eingereicht werden müssen (d. h. die oben erwähnten drei Kategorien von Unternehmen).
Einige Vorschriften waren völlig neu. Andere Regelungen, die vorher als Best-Practice-Standards oder als einfache Verfahrensweisen bei der Börsennotierung oder im Zusammenhang mit SEC-Richtlinien galten, wurden bundesrechtlich geregelt.
Am 2. März 2005 entschied die amerikanische Börsenaufsicht SEC, ausländischen Unternehmen, die an US-Börsen gelistet sind (Foreign Private Issuers), einen Aufschub von einem Jahr für die Erfüllung der Section 404 des Sarbanes-Oxley Acts zu gewähren. Somit müssen diese Unternehmen die entsprechenden Anforderungen erst für jene Geschäftsjahre erfüllen, die nach dem 15. Juli 2006 enden.

## Charakter des Gesetzes
Das Sarbanes-Oxley Act ist ein US-Bundesgesetz. Der Großteil der Sections stellt kein eigenes neues Bundesgesetz dar, sondern ergänzt oder ändert bestehende Bundesgesetze, wie das Börsengesetz (Securities Exchange Act) und das Wertpapiergesetz (Securities Act) bzw. fordert die US-Wertpapier- und Börsenaufsichtsbehörde SEC auf, neue Verordnungen zu erlassen. Darüber hinaus wird das Bundesstrafgesetzbuch bzw. werden die Verjährungsfristen für bestimmte Straftaten geändert und die US Sentencing Commission wird angewiesen, die Bundesrichtlinien für die Zumessung des Strafausmaßes (Federal Sentencing Guidelines) für bestimmte Straftaten zu überarbeiten. Lediglich der erste Titel verbleibt als eigenständiges permanent erhaltenes Gesetz. Es schafft mit dem Public Company Accounting Oversight Board eine Aufsichtsbehörde für Wirtschaftsprüfungsgesellschaften, die Abschlüsse von Unternehmen prüfen, die bei der US-Wertpapier- und Börsenaufsichtsbehörde eingereicht werden müssen.

## Anwendungsbereich
Nahezu alle Vorschriften des Gesetzes gelten für inländische und ausländische Unternehmen, deren Wertpapiere an US-Börsen gehandelt werden, deren Wertpapiere mit Eigenkapitalcharakter in den USA außerbörslich gehandelt werden, oder deren Wertpapiere in den USA öffentlich angeboten werden. Insbesondere die Vorschriften über die Aufsichtsbehörde für Wirtschaftsprüfer, das Public Company Accounting Oversight Board (PCAOB) gelten bereits ab dem Einreichen eines Antrags zur Registrierung eines Wertpapiers bei der US-Wertpapier- und Börsenaufsichtsbehörde zur Vorbereitung des öffentlichen Angebots dieses Wertpapiers in den USA. Lediglich die Vorschriften für die Unabhängigkeit der Mitglieder und der Aufgaben des Prüfungsausschusses (Audit Committee) sind auf Unternehmen, deren Wertpapiere an US-Börsen gehandelt werden, beschränkt. Darüber hinaus hat die Auslegung von US-Bundesgerichten die Vorschriften über den arbeitsrechtlichen Schutz von hinweisgebenden Arbeitnehmern (Whistleblowers) auf Arbeitnehmer von US-amerikanischen Gesellschaften beschränkt.

## Inkrafttreten
Einige direkt wirksame Sections des Sarbanes-Oxley Acts (z. B. Section 906) traten bereits mit der Unterzeichnung des Gesetzes durch Präsident George W. Bush am 30. Juli 2002 in Kraft. Bei anderen Sections, welche die US-Wertpapier- und Börsenaufsichtsbehörde auffordern, Verordnungen zu bestimmten Themen zu erlassen, wird das Datum des Inkrafttretens in der Verordnung selbst bestimmt. Bei der viel kritisierten Section 404, die sich mit der Prüfung des Internen Kontrollsystems (IKS) für die Rechnungslegung befasst, wurde das Inkrafttreten wegen diversen Verzögerungen mehrfach nach der Marktkapitalisierung (large accelerated filer, accelerated filer, non-accelerated filer) und für US-amerikanische (domestic issuers) oder ausländische Wertpapieremittenten (foreign private issuers) differenziert verschoben. Section 404(a), die eine Beurteilung der Wirksamkeit des IKS für die Rechnungslegung durch die Geschäftsleitung verlangt, trat inzwischen auch für US-amerikanische und ausländische non-accelerated filer für Geschäftsjahre, die am oder nach dem 15. Dezember 2007 enden, in Kraft. Hingegen tritt Section 404(b), welche die Prüfung der Wirksamkeit des IKS für die Rechnungslegung durch den Wirtschaftsprüfer fordert, erst für Geschäftsjahre, die am oder nach dem 15. Dezember 2009 enden, in Kraft.

## Inhalte
- Bestätigung der Ordnungsmäßigkeit der Abschlüsse (ähnlich einer eidesstattlichen Erklärung) durch den CEO und den CFO
- Rückzahlung erfolgsabhängiger Vergütungen von CEO und CFO im Falle unrichtiger Abschlüsse, die nachträglich zu Korrekturen führen
- Verbot der Darlehensgewährung an das Management
- Verschärfte Vorschriften zur Unabhängigkeit der Mitglieder des Prüfungsausschusses (engl. Audit Committee) und des Verwaltungs- bzw. Aufsichtsrats (Board of Directors)
- Verpflichtung des Audit Committees, Nicht-Prüfungsleistungen des Abschlussprüfers zu genehmigen
- Verbot der Erbringung prüfungsnaher Dienstleistungen bzw. Nicht-Prüfungsleistungen neben der Abschlussprüfung durch den gewählten Abschlussprüfer
- Verpflichtung des Abschlussprüfers, den Prüfungsausschuss über kritische Vorgänge und alternative Vorschläge zur Rechnungslegung zu informieren
- Schaffung einer neuen und unabhängigen Aufsichtsbehörde über die Wirtschaftsprüfer: Public Company Accounting Oversight Board (PCAOB) mit weitreichenden Überwachungsrechten
- Regelungen zur Unabhängigkeit und verschärften Haftung von Wirtschaftsprüfern (Rotation der Audit-Partner, Interessenkonflikte etc.)
- Regelungen zur Einrichtung von Hinweisgebersystemen und zum Whistleblower-Schutz
- Neuregelung der Verantwortlichkeiten von Managern des börsennotierten Unternehmens
- Erweiterte finanzielle Offenlegungspflichten (z. B. über das interne Kontrollsystem)
- Verschärfung der Strafvorschriften

## Rechtskonflikte
Der Geltungsbereich des Sarbanes-Oxley Acts erstreckt sich über amerikanische Unternehmen und Prüfungsgesellschaften auch auf ausländische Prüfungsgesellschaften und Unternehmen mit einer amerikanischen Börsennotierung. Die daraus resultierende extraterritoriale Wirkung des Sarbanes-Oxley Act führte international zu Diskussionen über mögliche Konflikte mit nationalen Vorschriften; so sieht das Sarbanes-Oxley Act beispielsweise die Individualhaftung von Vorstandsmitgliedern vor, die im deutschen Recht nicht verankert ist. Darüber hinaus verlangt der Sarbanes-Oxley Act z. T. von Rechtsanwälten Handlungen und Verhaltensweisen, die in Deutschland als Parteiverrat oder Bruch der Verschwiegenheitspflicht zu standes- oder gar strafrechtlichen Sanktionen führen können. Wie diese Konflikte gelöst werden können, ist größtenteils noch ungeklärt.
Der Begriff Sarbanes-Oxley Act ist weit verbreitet, was dazu führt, dass entsprechende Richtlinien der Europäischen Gemeinschaft umgangssprachlich unter dem Begriff EuroSOX sowie vergleichbare Regelungen in Japan unter J-SOX geführt werden.

## Auswirkungen
Die Auswirkungen des Sarbanes-Oxley Act sind vielschichtig und betreffen dreierlei Institutionen.
Da wären zum einen die direkten Auswirkungen des Sarbanes-Oxley Act auf die Unternehmen (hierbei sind die börsennotierten Unternehmen sowie die Wirtschaftsprüfungsgesellschaften gemeint) und zum anderen die indirekten, die Gesetzesänderungen auf EU-Ebene und die Einführung des Bilanzeids im deutschen Recht mit sich brachten.
Für die Prüfungsgesellschaften bedeutet dies zum einen das Verbot der gleichzeitigen Erbringung von Prüfungs- und Beratungsdienstleistungen und zum anderen das Ende der Selbstkontrolle (Wandel vom Peer-Review zum Monitoring). Gerade die Einrichtung des PCAOB und dessen Ausstattung mit weit reichenden Kontroll- und Untersuchungsbefugnissen führte zu gesetzlichen Änderungen auch in Deutschland. Somit haben die USA mit ihrem neu etablierten und restriktiver ausgerichteten Aufsichtssystem die internationalen Maßstäbe an die Überwachung der Prüfungsgesellschaften erhöht und Deutschland in Zugzwang gebracht. So stellen die Gesetze APAG, BilReG und BARefG eine grundlegende Reform des Aufsichtssystems über die Abschlussprüfer dar. Hauptziel dieser Gesetze ist es, die Anerkennung des deutschen Aufsichtssystems durch die PCAOB zu erreichen, um Konflikte, die sich aus Regelungen des Sarbanes-Oxley Act ergeben, vermeiden zu können.
Für an US-Börsen notierte Unternehmen bedeutet der Sarbanes-Oxley Act einen erheblichen Eingriff in die unternehmerischen Abläufe. Hierbei stehen die Regelungen um die Implementierung und Evaluierung eines internen Kontrollsystems (IKS), das vornehmlich die Ordnungsmäßigkeit der Finanzberichterstattung sicherstellen soll, im Mittelpunkt. Nicht zuletzt durch die erhöhten Haftungsanforderungen an das Management bzgl. der Korrektheit der
Finanzberichterstattung, rückt die Effektivität des IKS in den Fokus des Managements. Ein gut funktionierendes IKS liegt also spätestens seit dem Sarbanes-Oxley Act im fundamentalen Interesse der Unternehmensführung.